# Campeonato Mundial Femenino de Balonmano de 1971
El IV Campeonato Mundial de Balonmano Femenino se celebró en los Países Bajos entre el 11 y el 19 de diciembre de 1971 bajo la organización de la Federación Internacional de Balonmano (IHF) y la Federación Neerlandesa de Balonmano.

## Equipos participantes
| Grupo A             | Grupo B    | Grupo C                       |
| ------------------- | ---------- | ----------------------------- |
| Alemania Occidental | Noruega    | República Democrática Alemana |
| Dinamarca           | Rumania    | Hungría                       |
| Japón               | Yugoslavia | Países Bajos                  |

## Primera fase

### Grupo A
| Equipo              | J | G | E | P | G+ | G- | DG | PTS |
| ------------------- | - | - | - | - | -- | -- | -- | --- |
| Dinamarca           | 2 | 2 | 0 | 0 | 23 | 18 | +5 | 4   |
| Alemania Occidental | 2 | 1 | 0 | 1 | 21 | 19 | +2 | 2   |
| Japón               | 2 | 0 | 0 | 2 | 14 | 21 | -7 | 0   |

### Grupo B
| Equipo     | J | G | E | P | G+ | G- | DG | PTS |
| ---------- | - | - | - | - | -- | -- | -- | --- |
| Yugoslavia | 2 | 1 | 1 | 0 | 26 | 19 | +7 | 3   |
| Rumania    | 2 | 1 | 1 | 0 | 20 | 18 | +2 | 3   |
| Noruega    | 2 | 0 | 0 | 2 | 13 | 21 | -8 | 0   |

### Grupo C
| Equipo                        | J | G | E | P | G+ | G- | DG  | PTS |
| ----------------------------- | - | - | - | - | -- | -- | --- | --- |
| República Democrática Alemana | 2 | 2 | 0 | 0 | 24 | 16 | +8  | 4   |
| Hungría                       | 2 | 1 | 0 | 1 | 20 | 12 | +8  | 2   |
| Países Bajos                  | 2 | 0 | 0 | 2 | 11 | 27 | -16 | 0   |

## Segunda fase

### Grupo I
| Equipo                        | J | G | E | P | G+ | G- | DG | PTS |
| ----------------------------- | - | - | - | - | -- | -- | -- | --- |
| República Democrática Alemana | 2 | 2 | 0 | 0 | 24 | 17 | +7 | 4   |
| Rumania                       | 2 | 0 | 1 | 1 | 21 | 23 | -2 | 1   |
| Dinamarca                     | 2 | 0 | 1 | 1 | 18 | 23 | -5 | 1   |

### Grupo II
| Equipo              | J | G | E | P | G+ | G- | DG | PTS |
| ------------------- | - | - | - | - | -- | -- | -- | --- |
| Yugoslavia          | 2 | 2 | 0 | 0 | 23 | 14 | +9 | 4   |
| Hungría             | 2 | 1 | 0 | 1 | 18 | 22 | -4 | 2   |
| Alemania Occidental | 2 | 0 | 0 | 2 | 18 | 23 | -5 | 0   |

## Fase final

### 5º / 6º puesto
| Partido   | Partido | Partido             | Resultado |
| --------- | ------- | ------------------- | --------- |
| Dinamarca | -       | Alemania Occidental | 9 - 13    |

### 3º / 4º puesto
| Partido | Partido | Partido | Resultado |
| ------- | ------- | ------- | --------- |
| Rumania | -       | Hungría | 11 - 12   |

### Final
| Partido                       | Partido | Partido    | Resultado |
| ----------------------------- | ------- | ---------- | --------- |
| República Democrática Alemana | -       | Yugoslavia | 11 - 8    |

## Medallero
|                               |            |         |
| República Democrática Alemana | Yugoslavia | Hungría |

## Estadísticas

### Clasificación general
| 1. República Democrática Alemana |
| 2. Yugoslavia                    |
| 3. Hungría                       |
| 4. Rumania                       |
| 5. Alemania Occidental           |
| 6. Dinamarca                     |
| 7. Noruega                       |
| 8. Países Bajos                  |
| 9. Japón                         |